# Synura
Synura ist eine Algen-Gattung aus der Ordnung Synurales mit ca. 17 Arten.

## Beschreibung
Synura bildet freischwimmende, kugelförmige Kolonien (Durchmesser: 10 bis 400 µm) aus eiförmigen oder länglichen Zellen, die radial um das Zentrum angeordnet sind. Jede Zelle besitzt zwei Geißeln gleicher oder verschiedener Länge, zwei laterale goldbraune Plastiden, einen Zellkern und mehrere kontraktile Vakuolen, die an verschiedenen Stellen lokalisiert werden können. Die Zellen sind außerdem meist auf der ganzen Oberfläche mit Kieselschuppen bedeckt. Die Schuppen haben oft eine deutliche Spitze oder Borste, die in Richtung der Geißelansatzstelle zeigt. Die Zellen haben keinen Augenfleck.

## Fortpflanzung
Bei der ungeschlechtlichen Vermehrung kommt es zur Längsteilung eines Protoplasten; ein Protoplast kann außerdem aus der Schuppenhülle als Zoospore ausschlüpfen. Es kann manchmal zur Teilung ganzer Kolonien kommen. Die Zellen können auch ungeschlechtliche Zysten mit einer verkieselten Wand bilden.
Die geschlechtliche Fortpflanzung erfolgt durch Isogamie. Zwei gleichgestaltete Gameten (Geschlechtszellen) verschmelzen miteinander, wobei einer der Gameten die Kolonie verlässt, während der andere in seiner Kolonie verbleibt. Die Zygote verwandelt sich in ein kugelförmiges Dauerstadium mit einer Wand aus Kieselsäure, das im Kolonieverband erhalten bleibt.

## Verbreitung
Synura ist eine Planktonalge, die vorwiegend im Frühjahr und Herbst in leicht sauren, oligo- bis mesotrophen, stehenden Gewässern vorkommt. Synura uvella bildet zuweilen braune Wasserblüten.

## Arten (Auswahl)
- Synura adamsii
- Synura favus
- Synura microcrepis
- Synura spinosa
- Synura uvella